# Euxoa canariensis canariensis
Euxoa canariensis canariensis é uma subespécie de insetos lepidópteros, mais especificamente de traças, pertencente à família Noctuidae.
A autoridade científica da subespécie é Hans Rebel, tendo sido descrita no ano de 1902.
Trata-se de uma subespécie presente no território português.